# I'm a Slave 4 U
"I'm a Slave 4 U"는 미국의 팝 가수 브리트니 스피어스의 알앤비 풍의 노래이다. 세 번째 정규 음반 Britney의 첫 싱글로 2001년 9월 24일 발매되었다. 2001년에 열렸던 MTV 비디오 뮤직 어워드에서 뱀을 몸에 감고 공연을 한 모습은 당시 신선한 충격으로 다가왔었다. 그리고 브리트니의 최고의 무대로 꼽히기도한다. 하지만, PETA로부터 동물 학대로 비판을 받기도 했었다.

## 트랙 리스트
- 영국 CD

1. "I'm a Slave 4 U" (Main Version) — 3:23
2. "Intimidated" — 3:17
3. "I'm a Slave 4 U" (Instrumental) — 3:23

- 유러피안 CD

1. "I'm a Slave 4 U" (Main Version) — 3:23
2. "I'm a Slave 4 U" (Instrumental) — 3:23
3. "Intimidated" (Non-Album Track) — 3:17
4. "I'm A Slave For U" (Enhanced Music Video) — 3:23

- The Remixes - 프로모

1. "I'm a Slave 4 U" (Thunderpuss Radio Mix) — 3:18
2. "I'm a Slave 4 U" (Miguel Migs Petalpusher Vocal Edit) — 3:35
3. "I'm a Slave 4 U" (Album Version) — 3:23
4. "I'm a Slave 4 U" (Thunderpuss Club Mix) — 8:46
5. "I'm a Slave 4 U" (Miguel Migs Petalpusher Vocal) — 5:31

The Singles Collection 박스셋 싱글
1. "I'm a Slave 4 U" (Main Version) — 3:23
2. "Intimidated" — 3:17